# Jan Ali
Jan Ali (Canghali) fou kan de Kassímov (1519-1521) i Kazan (1532-1535). Era germà de Shah Ali.
Quan el seu germà Shah Ali fou nomenat kan de Kazan el va succeir al Kanat de Kassímov (1519). Quan el 1521 Shah Ali va haver de fugir de Kazan, el títol li hauria estat retornat però com que Shah Ali va anar a viure a Moscou i va participar en diverses campanyes com oficial de l'exèrcit rus, Jan Ali hauria mantingut la direcció dels afers.
Fou nomenat a Kazan el 1532 per Basili III de Moscou a petició dels notables que havien enderrocat a Safa Giray, i instal·lat pel delegat rus Morozov. A la primavera de 1533 alguns notables van demanar el permís pel casament del kan amb la filla del príncep nogai Yusuf, per assegurar la pau amb aquesta horda, permís que fou concedit. Shah Ali no estava satisfet amb la fortuna del seu germà; des del 1521 vivia a Rússia, segurament a Moscou i el 1532 va rebre els feus de Koshira i Serpukhof on va poder conservar una cort similar a la del kanat, però inferior en rang; va conspirar amb els notables tàtars per desplaçar al seu germà i quan fou descobert fou privat del seu feu i desterrat a Bielozersk.
El príncep Ivan, després famós com Ivan el Terrible, havia nascut el 1531 i en els següents dos anys van anar a Moscou ambaixades de Pere IV de Moldàvia (enfrontat als polonesos, lituans i tàtars de Crimea, tots enemics de Rússia), d'Astracan, dels nogais i fins i tot de Baber de l'Imperi Mogol de l'Índia (curiosament no era conegut a Rússia i no sabien ni tan sols si era un governador o un sobirà independent). El 1533 Basili III es va posar malalt i va nomenar hereu a Ivan que tenia tres anys amb la seva esposa Elena com a regent fins als 15 anys. Basili es va fer monjo agafant el nom de Varlam i va morir el 3 de novembre de 1533. Basili III havia usat sempre el títol de tsar enfront dels sobirans estrangers i internament Sobirà de Totes les Rússies, gran príncep de Vladímir, Moscou, Nóvgorod, Pskov, Smolensk, Tver, Yugòria, Pèrmia, Viatka, Bulgària, etc. Monarca i gran príncep de Nóvgorod-Séversk, Txernigov, Riazan, Volok, Kíev, Belsk, Rostov, Yaroslav, Bielozersk, Udòria, Obdòria, Condia, etc. En el seu temps Moscou va superar els 40.000 habitants. El seu successor fou Ivan IV el Terrible, sota regència d'Elena que va signar un tractat amb Kazan que ratificava la sobirania russa.
Però aquesta era mal vista per la població i els notables; dirigits per la reina Kofgorshad, el príncep Pulad, i diversos ughlans i prínceps, es van revoltar contra Jan Ali que fou enderrocat i executat a la vora del Kazanka el setembre de 1535 cridant al tron altre cop a Safa Giray que era a Crimea.